# Kovur
Kovur es una ciudad censal situada en el distrito de Kanchipuram en el estado de Tamil Nadu (India). Su población es de 10961 habitantes (2011). Se encuentra a 16 km de Chennai y a 54km de Kanchipuram. Forma parte del área metropolitana de Chennai.

## Demografía
Según el censo de 2011 la población de Kovur era de 10961 habitantes, de los cuales 5557 eran hombres y 5404 eran mujeres. Kovur tiene una tasa media de alfabetización del 87,33%, superior a la media estatal del 80,09%: la alfabetización masculina es del 91,97%, y la alfabetización femenina del 82,53%.